# 小行星7794
小行星7794（英語：7794 Sanvito）是一颗围绕太阳公转的小行星。1996年1月15日，U. Munari、M. Tombelli在阿夏戈发现了此天体。
这颗小行星的绝对星等为86.48377等。